# Columna (química industrial)

Columna de platos perforados.

La columna o torre utilizada en química industrial es una instalación que se usa para realizar determinados procesos como son la destilación, la absorción, la adsorción, el agotamiento, etc; y cuya utilidad es la de separar los diversos componentes de una mezcla simple o compleja.
Las columnas son dispositivos cilíndricos, de altura mayor que su diámetro, que pueden ser de diversos tipos:
- columnas de platos perforados: consta de una serie de platos perforados, que pueden llevar a su vez válvulas o campanas, colocados a alturas diferentes y a intervalos regulares, con el fin de dispersar una de las fases;[1]
- columnas de relleno: se diferencian de las anteriores por tener su interior ocupado por un relleno de anillos (llamados anillos de Raschig) o de material perforado. En estas columnas lo más importante es la mayor superficie de contacto ofrecida por el relleno.
- columnas de platos de campanas
- columnas de platos de válvulas

En las columnas se produce habitualmente un movimiento a contracorriente entre el líquido que desciende y el vapor que asciende. Es durante este movimiento cuando se purifican los componentes hasta obtener la calidad deseada en el diseño.
Ejemplo de proceso experimental:
-En un prototipo de columna pulsada de extracción líquido-líquido de 10L se buscaba el intercambio de masa de un soluto desconocido para lo cual se requería que el 90%(masa) del total del soluto fuese extraído por la fase orgánica. Desconociendo el tiempo necesario para dicho resultado se tomaron distintas mediciones, obteniéndose los siguientes datos experimentales:  
Tiempo transcurrido: 1° medición: 1 minuto, 2° medición:3 minutos, 3° medición: 5 minutos, 4° medición: 7 minutos 
Porcentaje del soluto en la fase orgánica: 1° medición: 50%, 2° medición: 83.3%, 3° medición: 90%, 4° medición:92.85%